# ФК Драгачево
ФК Драгачево је фудбалски клуб из Гуче, Србија, и тренутно се такмичи у Западно-моравској зони, четвртом такмичарском нивоу српског фудбала. Клуб је основан 1932. године.